# 위키백과 로고

위키백과의 로고

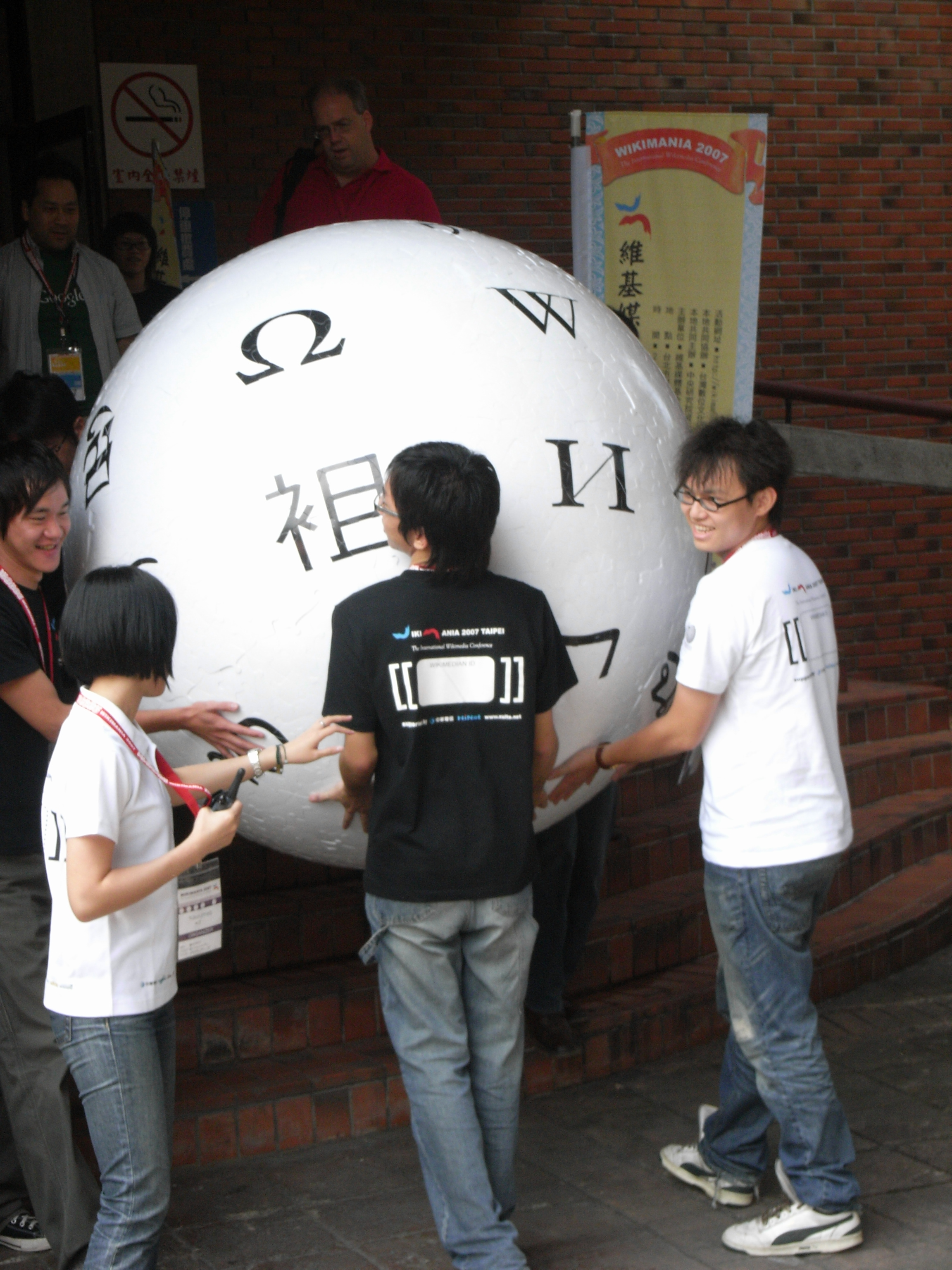
위키볼

위키백과의 로고는 구형의 모양에 꼭대기 부분이 맞춰지지 않은 직소 퍼즐 모양을 하며 각 조각들에는 각기 다른 문자가 쓰여져 있다. 위키백과의 영어 기반 버전은 이 로고 아래에 오픈 소스 폰트 리눅스 리버틴으로 "Wikipedia"(위키백과)가 쓰여져 있고 그 밑에 "The Free Encyclopedia" (우리 모두의 백과사전) 이 쓰여져 있다.

## 상세
구형에 새겨진 여러 가지의 문자들은 각 문자로 "위키백과"를 표기했을 때 첫 번째로 나오는 글자이다.
- 가장 왼쪽 열에 쓰인 문자는 위에서부터 차례대로 아르메니아 문자의 Վ(v), 크메르 문자의 វិ(vĕ), 벵골 문자의 উ(u), 데바나가리 문자의 वि(vi), 그리고 조지아 문자의 ვ(v)이다.
- 왼쪽에서 2번째 열은 위에서부터 차례대로 그리스 문자의 Ω(ō), 한자의 維(wéi), 칸나다 문자의 ವಿ(vi), 그리고 거의 보이지 않는 티베트 문자의 ཝི(wi)이다.
- 왼쪽에서 3번째 열은 위에서부터 차례대로 가나 문자의 ウィ(wi), 로마자의 W(w), 키릴 문자의 И(i), 히브리 문자의 ו(w), 그리고 거의 보이지 않는 타밀 문자의 வி(vi)이다.
- 가장 오른쪽 열은 위에서부터 차례대로 그으즈 문자의 ው(wə), 아랍 문자의 و(w), 한글의 위(wi), 그리고 타이 문자의 วิ(wi)이다.

## 로고
| 2001년 | 2001년 ~ 2003년 | 2003년 ~ 2010년 | 2010년 ~ 현재 |
| ------ | --------------- | --------------- | ------------- |